# A Rough Time for the Broker
A Rough Time for the Broker è un cortometraggio muto del 1904 diretto da Lewin Fitzhamon.

## Trama
Un soldato, appena ritornato a casa, trova un ufficiale giudiziario che sta per sfrattare sua madre. Lui lo prende e lo butta fuori di casa.

## Produzione
Il film fu prodotto dalla Hepworth.

## Distribuzione
Distribuito dalla Hepworth, il film - un cortometraggio della lunghezza di trenta metri - uscì nelle sale cinematografiche britanniche nel maggio 1904.
Non si hanno altre notizie del film che si ritiene perduto, forse distrutto nel 1924 quando il produttore Cecil M. Hepworth, ormai fallito, cercò di recuperare l'argento del nitrato fondendo le pellicole.